# Julija Skokova
Julija Igorevna Skokova (in russo Юлия Игоревна Скокова?, traslitterazione anglosassone Yuliya Skokova; 1º dicembre 1982) è una pattinatrice di velocità su ghiaccio russa.

## Palmarès

### Olimpiadi
- 1 medaglia:
  - 1 bronzo (inseguimento a squadre a Soči 2014).

### Coppa del Mondo
- Miglior piazzamento nella Coppa del Mondo dei 1500 m: 4ª nel 2014.
- Miglior piazzamento nella Coppa del Mondo dei 1000 m: 17ª nel 2012.
- Miglior piazzamento nella Coppa del Mondo dei 3000 e 5000 m: 35ª nel 2012.
- Miglior piazzamento nella Coppa del Mondo dei 500 m: 44ª nel 2011.
- 7 podi (2 nei 1500 m, 5 nell'inseguimento a squadre):
  - 1 vittoria (nell'inseguimento a squadre);
  - 3 secondi posti (1 nei 1500 m, 2 nell'inseguimento a squadre);
  - 3 terzi posti (1 nei 1500 m, 2 nell'inseguimento a squadre).

#### Coppa del Mondo - vittorie
| Data             | Luogo | Stato    | Disciplina                                                          |
| ---------------- | ----- | -------- | ------------------------------------------------------------------- |
| 12 febbraio 2012 | Hamar | Norvegia | Inseguimento a squadre (con Ekaterina Lobyševa e Ekaterina Šichova) |